# Петровская (Афанасьевский район)
 Петровская  — деревня в Афанасьевском районе Кировской области в составе Ичетовкинского сельского поселения.

## География
Расположена на расстоянии примерно 11 км на юго-запад от райцентра поселка  Афанасьево.

## История
Известна с 1891 года как починок Василья Петрова Харина, в 1905 дворов 6 и жителей 41,
1926 хозяйство 13 и жителей 61 («пермяки» 54), в 1950 24 и 99, в 1989 оставалось 20 человек. Современное название утвердилось с 1939 года.  

## Население
Постоянное население составляло 18 человек (русские 100%) в 2002 году, 1 в 2010.